# Verbascum caesareum
Verbascum caesareum är en flenörtsväxtart som beskrevs av Pierre Edmond Boissier. Verbascum caesareum ingår i släktet kungsljus, och familjen flenörtsväxter. Inga underarter finns listade i Catalogue of Life.